# Žofie Amálie Nasavsko-Siegenská
Žofie Amálie Nasavsko-Siegenská (10. ledna 1650, zámek Wisch – 25. prosince 1688, Jelgava) byla německou princeznou a členkou dynastie Nasavských z nasavsko-siegenské větve, a sňatkem kuronskou vévodkyní.

## Život
Žofie Amálie se narodila 10. ledna 1650 na zámku Wisch v Terborgu jako třetí dítě hraběte Jindřicha Nasavsko-Siegenského a jeho manželky Marie Magdaleny Limbursko-Stirumské. Byla pojmenována po své kmotře, dánsko-nizozemské královně Žofii Amálii. V říjnu a listopadu 1652 nejprve zemřela její nejstarší sestra Ernestinu a poté její otec Jindřich. Po smrti jejich byli její bratři Vilém Mořic a Fridrich Jindřich adoptováni jejich strýcem knížetem Janem Mořicem Nasavsko-Siegenským. Společně s Žofií Amálií byli oba bratři 6. května 1664 povýšeni na Reichsfürstenstand.
Dne 25. října 1675 se v Haagu provdala za dědičného prince Bedřicha Kazimíra Kettlera Kuronského. V roce 1682 se po tchánově smrti stala kuronskou vévodkyní chotí. 
Zemřela o šest let později v roce 1688 na následky porodu a byla pohřbená 16./26. prosince v reformovaném kostele v Mitau.

## Potomci
Žofie Amálie měla s Fridrichem Kazimírem pět dětí:
- 1. Fridrich Kettler (3. 4. 1682 – 11. 2. 1683)[1]
- 2. Marie Dorotea Kettlerová (2. 8. 1684 Jelgava – 17. 1. 1743 Berlín)[2]
⚭ 1703 Albrecht Fridrich Braniborsko-Schwedtský (24. 1. 1672 Berlín – 21. 6. 1731 tamtéž)[3]
- 3. Eleonora Šarlota Kettlerová (11. 6. 1686 Jelgava – 28. 7. 1748 Bevern)[4]
⚭ 1714 Arnošt Ferdinand Brunšvicko-Wolfenbüttelsko-Bevernský (4. 3. 1682 Bevern – 14. 4. 1746 Braunschweig)[5]
- 4. Amálie Luisa Kettlerová (23. 7. 1687 Jelgava – 18. 1. 1750 Siegen)[6]
⚭ 1708 Fridrich Vilém Adolf Nasavsko-Siegenský (20. 2. 1680 Siegen – 13. 2. 1722 tamtéž), kníže nasavsko-siegenský od roku 1691 až do své smrti[7]
- 5. Kristýna Žofie Kettlerová (15. 11. 1688 – 21. 8. 1694)[8]